# Případ Babice

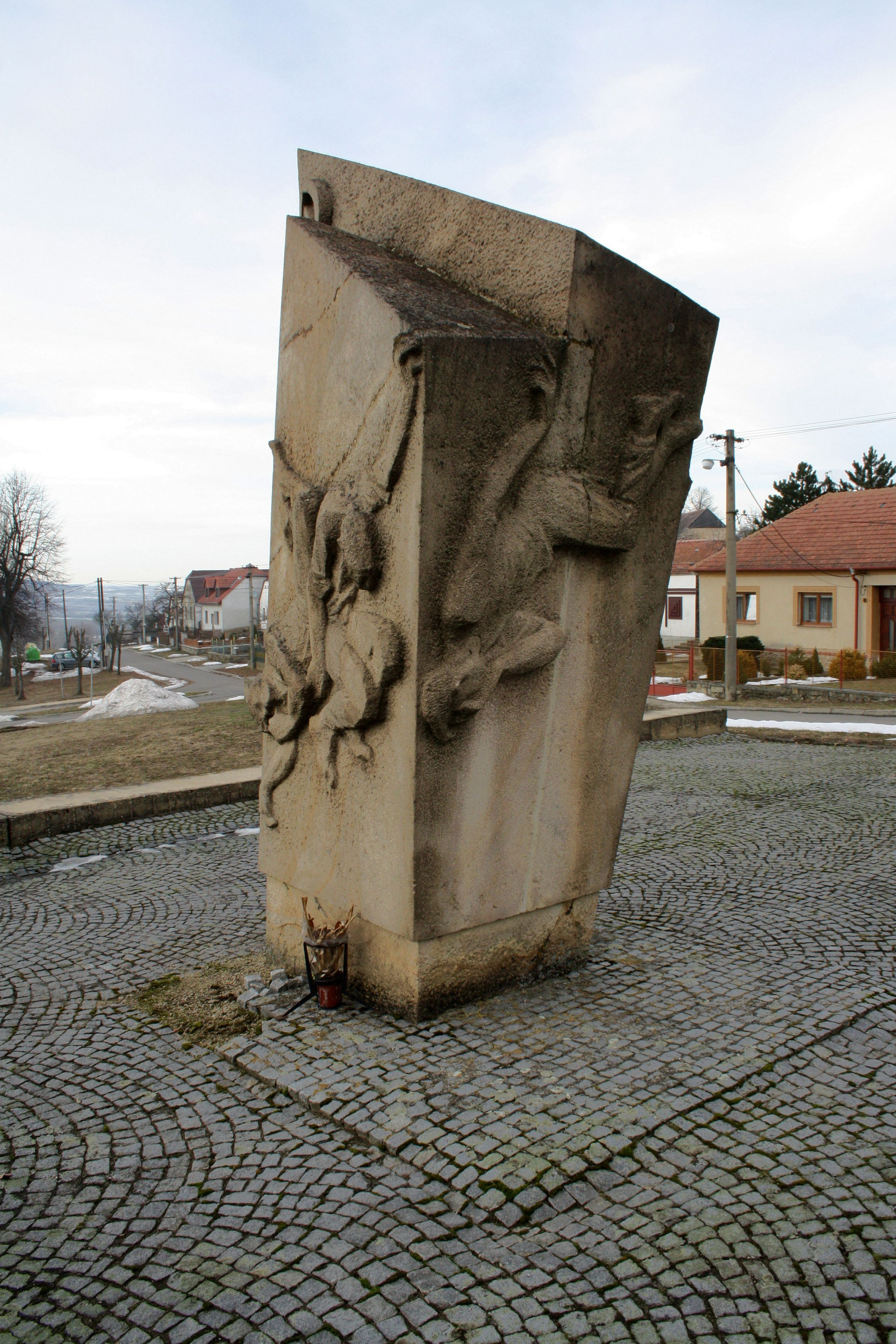
Památník zastřelených funkcionářů MNV, vybudovaný za normalizace

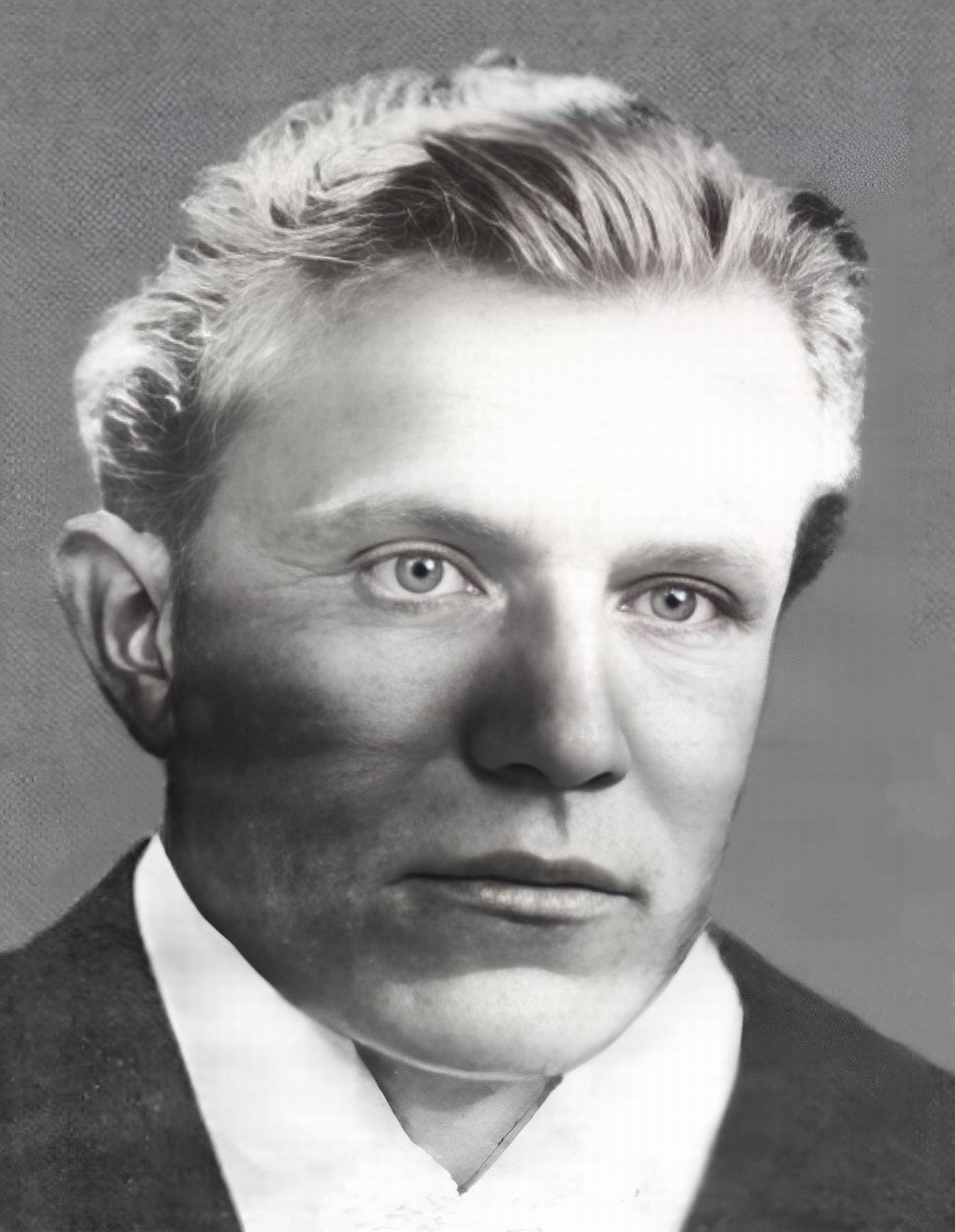
Ladislav Malý

Případ Babice je označení pro události, které souvisely s vraždou tří funkcionářů MNV v Babicích na Třebíčsku v červenci 1951. Podle Státní bezpečnosti (StB) ji provedla protistátní skupina řízená ze zahraničí. Tato vražda pak byla záminkou k likvidaci a diskreditaci především rolníků a kněží. Byly zatčeny desítky lidí, kteří byli ve vykonstruovaných procesech odsouzeni k vysokým trestům odnětí svobody a k trestům smrti. Na seznamu obětí justičních vražd spojených s babickým případem jsou i tři katoličtí kněží.
Do té doby byly monstrprocesy vedeny proti již dříve organizovaným skupinám (politickým, církevním nebo vojenským). Babické procesy byly vedeny proti uměle vytvořeným skupinám a jejich cílem bylo zastrašit církev a rozvrátit selské rody na západní Moravě.
Po roce 1989 se v médiích objevily spekulace, že celou akci, počínaje založením a organizováním tzv. odbojové skupiny a konče trojnásobnou vraždou, zorganizovala sama StB a samotné vraždění provedl jediný člověk, agent provokatér StB Ladislav Malý. Není však doloženo, že Ladislav Malý skutečně byl agentem StB.

## Počátky případu
Dne 25. února 1951 navštívil Ladislav Malý svého spolužáka z gymnaziálních studií pátera Jana Bulu, administrátora farnosti Rokytnice nad Rokytnou. Malý byl oblečený v uniformě SNB a tvrdil, že slouží v Břeclavi. Den nato (26. února 1951) svou výpověď změnil a tvrdil, že se vrací ilegálně ze zahraničí, prodělal výcvik ve Vídni, má šest společníků a že mají osvobodit z internace a převést do zahraničí pražského arcibiskupa Josefa kardinála Berana.
Později Malý Bulovi tvrdil, že Berana již unesli a chystají se jej odvézt za hranice a že se arcibiskup chce před přechodem hranic vyzpovídat. A provést by to měl Bula. Bula Malému nejprve věřil, posléze byl však varován farářem z Jaroměřic nad Rokytnou, P. Janem Podveským, kterého varoval již dříve jeho známý Josef Ošmera, člen KSČ. 28. dubna 1951 se Bula setkal s Malým naposledy, žádost Malého odmítl a 30. dubna 1951 byl zatčen. Zatčení P. Buly mělo souvislost se zatýkáním po akci Ladislava Malého v Heralticích. Nešlo tedy o reakci na Bulovo odmítnutí, ale Bulovo jméno se objevilo po prvních zatčeních mezi výslechy.
S podobnou žádostí o spolupráci (ve věci zpovědi Berana) se Malý obrátil i na faráře v Babicích, P. Václava Drbolu. Také Drbola na doporučení Podveského přerušil s Malým veškeré styky a 17. června 1951 byl zatčen. Drbolovo zatčení bylo odůvodněno výpovědí dalšího z kněží, P. Opletala z Moravských Budějovic.
V prvním období pomáhal Malému Drahoslav Němec, od 15. dubna 1951 až do svého zatčení 1. května 1951. Od 15. května 1951 spolupracoval s Malým Antonín Plichta starší, který byl na útěku před Bezpečností. Od 30. května 1951 pomáhal Malému také uprchlý rolník Antonín Mityska. Na konci června 1951 donutil Antonín Plichta k odchodu do ilegality celou svoji rodinu, včetně Antonína Plichty mladšího, Stanislava Plichty, dcery a ženy. Do té doby s Malým ve skupině nebo samostatně podnikali různé menší akce (sabotáže, zastrašování).

## Vraždy v Babicích
Večer 2. července 1951 se v babické škole sešli funkcionáři místního MNV k poradě. Kolem 22. hodiny a 30. minuty vtrhli do budovy útočníci. Tři ze čtyř funkcionářů (Tomáš Kuchtík, předseda MNV a MO KSČ, Josef Roupec, místopředseda MNV, člen KSČ a Bohumír Netolička, pokladník MNV, člen KSČ – ale měl církevní katolický pohřeb v chrámu sv. Martina v Třebíči v pátek 6. července 1951) byli zastřeleni, jeden (František Bláha, předseda místního akčního výboru Národní fronty, KSČ) byl postřelen. Kuchtík a Roupec byli do roku 1948 členy sociální demokracie.

Funkcionáři MNV
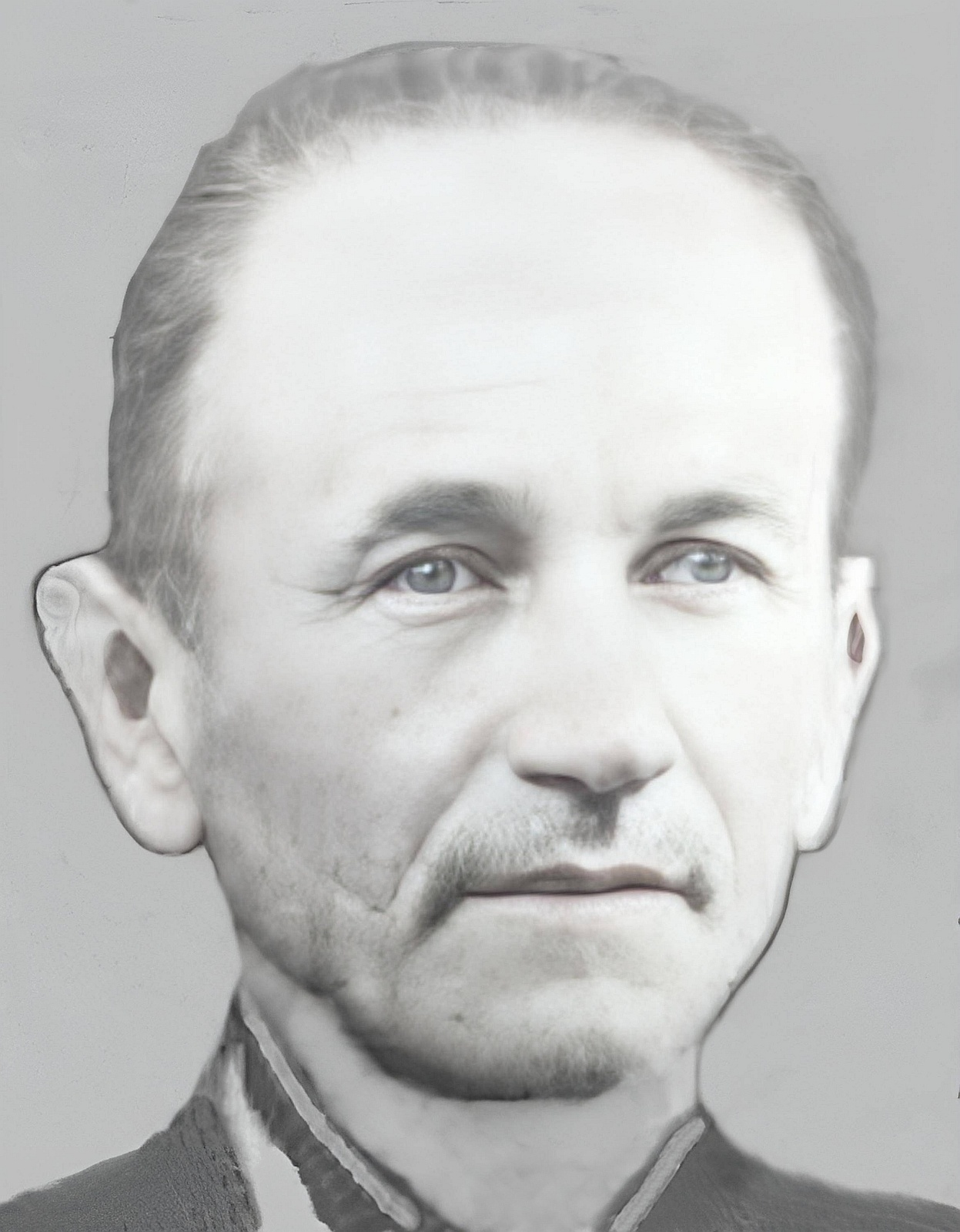
Tomáš Kuchtík (zastřelen)
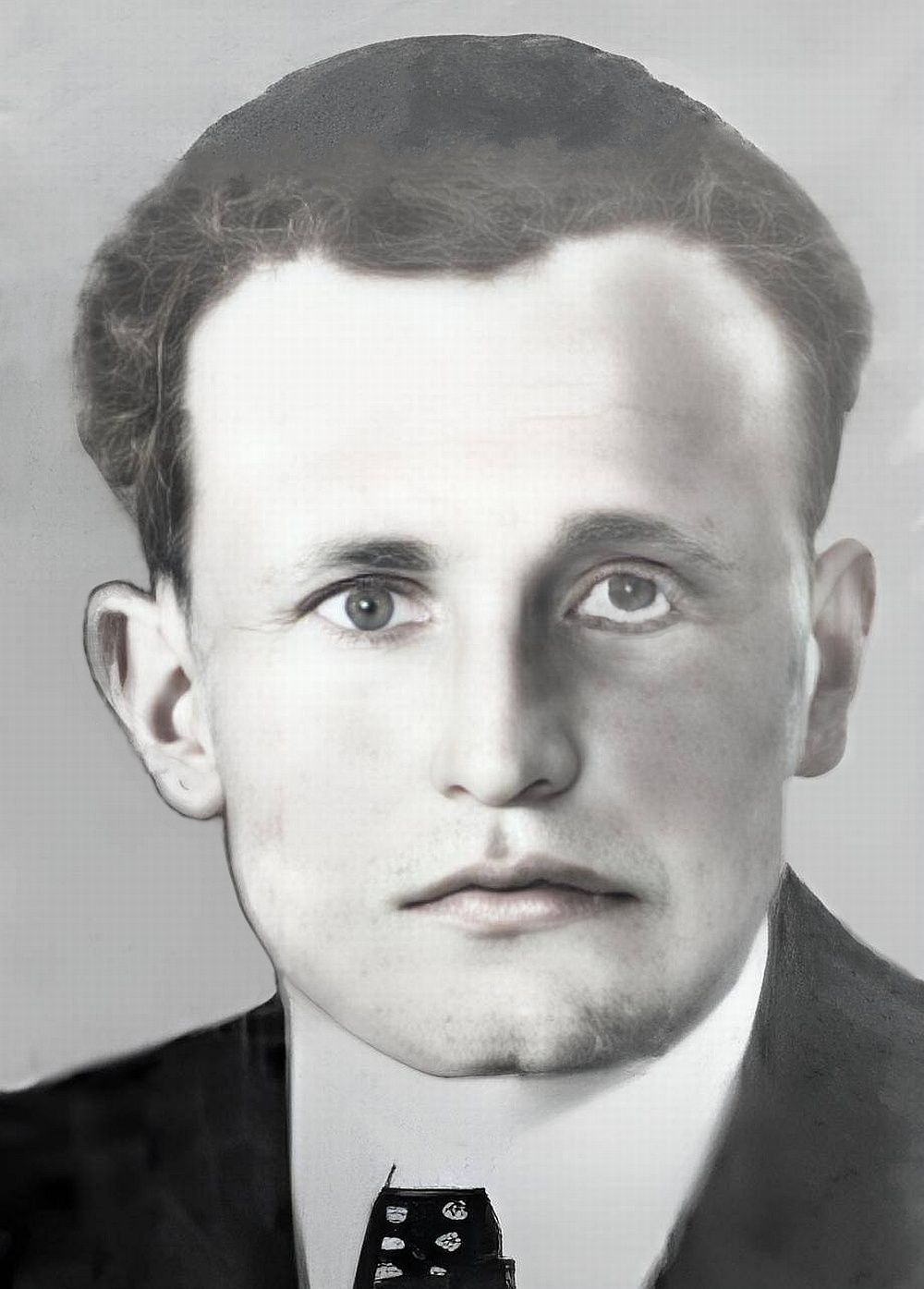
Josef Roupec (zastřelen)
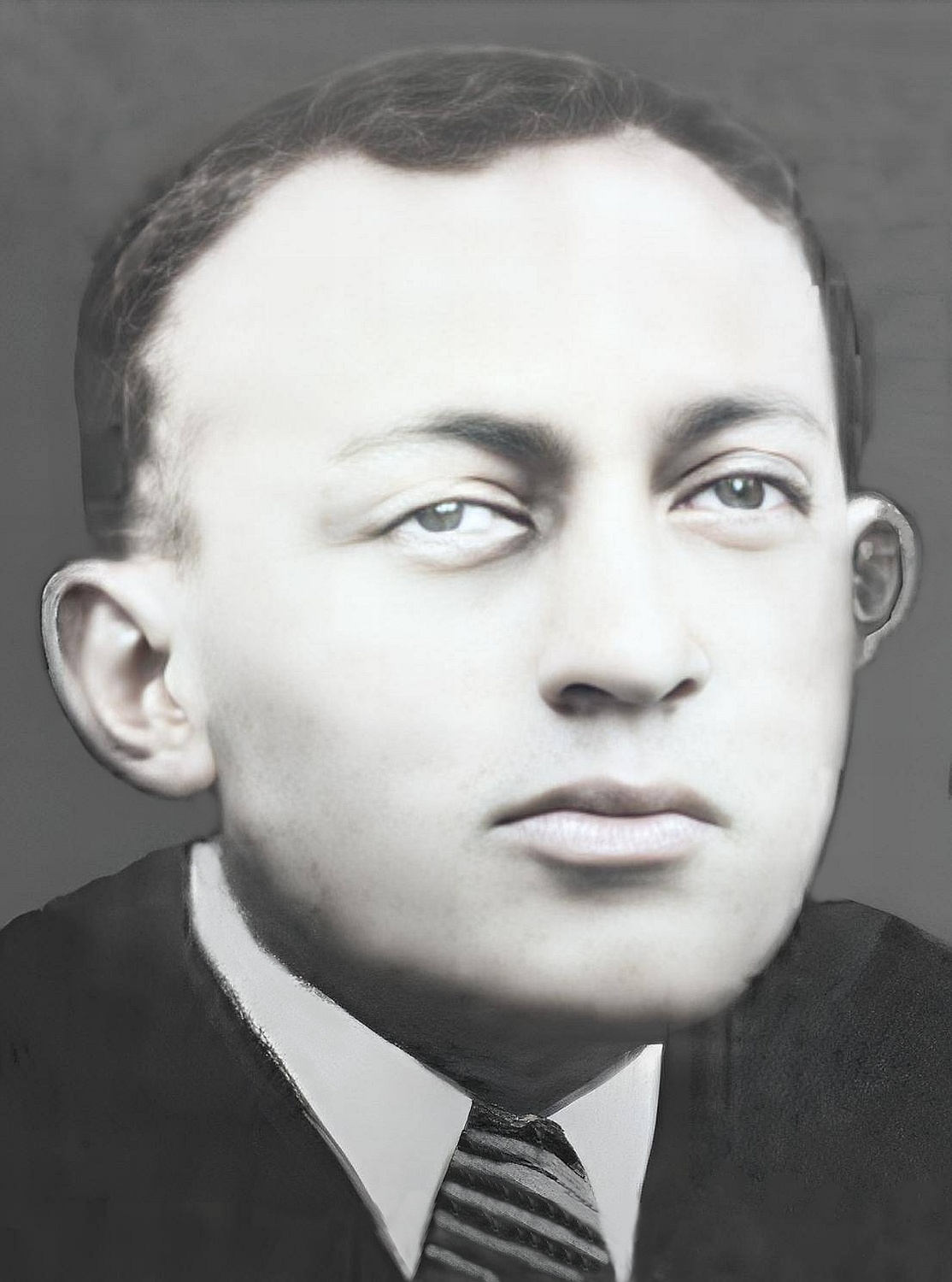
Bohumír Netolička (zastřelen)
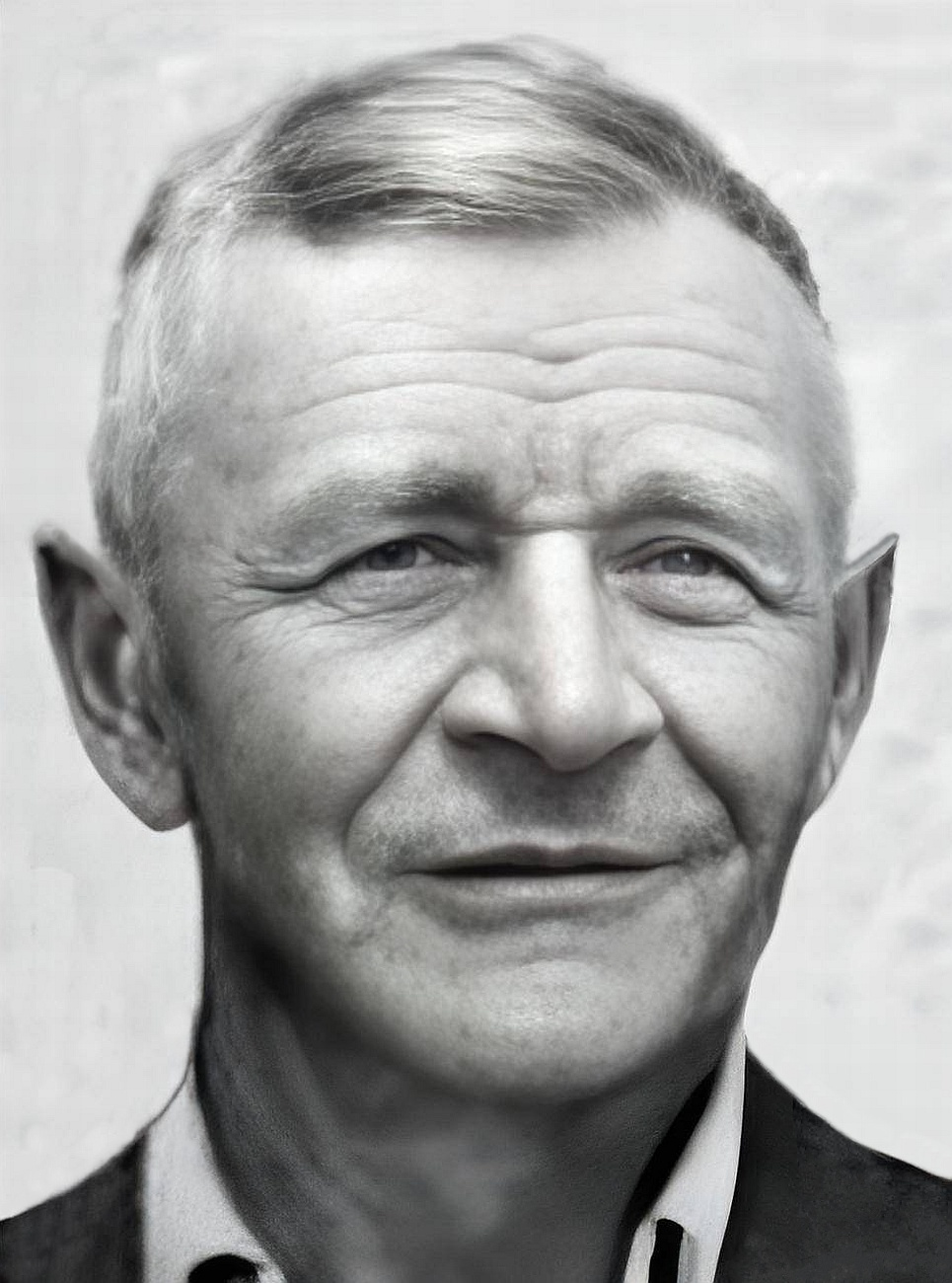
František Bláha (zraněn; zemřel 22. června 1976)

Na církevním pohřbu Josefa Roupce svévolně promluvil i přítomný komunistický ministr Václav Kopecký, čímž přerušil církevní obřad, načež celebrující páter Jan Podveský odešel od hrobu. Krátce poté byl zatčen za údajnou urážku ministra. Jiné svědectví Josefa Hrůzy hovoří o tom, že promluvil Gríša Spurný, nikoliv Kopecký. Zádušní mše za Bohumíra Netoličku v chrámu páně sv. Martina v Třebíči v sobotu 7. července 1951 se nemohl zúčastnit.
Podle protokolů StB stříleli Ladislav Malý (z pistole) a Antonín Mityska (ze samopalu), zatímco Antonín a Stanislav Plichtovi drželi hlídku před budovou. Balistická expertiza byla provedena – často se traduje opak – a doložila střelbu z pistole i samopalu, nelze již však doložit, kdo z jaké zbraně střílel.
Malý s kolegy odešli do Cidliny u Třebíče (kde se tou dobou skrýval Antonín Plichta starší) a později se ukryli v poli u nedalekých Bolíkovic. Příslušníci SNB výslechem Plichty staršího brzy zjistili, kde se Malý s druhy skrývá. Podle úřední zprávy je pak 3. července 1951 v poli objevilo letadlo SNB. Při pokusu o zatčení skupiny propukla přestřelka. Nedoložitelně se traduje, že Malý střílel po svých druzích. Při přestřelce zahynuli Ladislav Malý a Antonín Plichta mladší. Stanislav Plichta byl těžce zraněn (zranění blízko páteře, ochrnul). Antonín Mityska byl zraněn lehce.
Přetrvávají legendy o tom, že Malý zásah SNB přežil a že jeho úmrtní list byl zfalšován. Lékař, který v televizním dokumentu Moc má jméno šibenice zkoumal údajnou posmrtnou fotografii Ladislava Malého, připustil, že osoba na fotografii podle určitých znaků nemusí být vůbec mrtvá. Ludmila Vondráčková, dcera popraveného statkáře Plichty, v 90. letech 20. století pro televizní reportáž uvedla, že se náhodou setkala s Ladislavem Malým ještě v roce 1954 (kdy teoreticky měl být již tři roky mrtvý) a že on, když ji poznal, před ní utekl. Taktéž uvedla, že když v roce 1968 náhodou viděla údajnou fotografii mrtvého Malého, vůbec jej nepoznala.

## Procesy

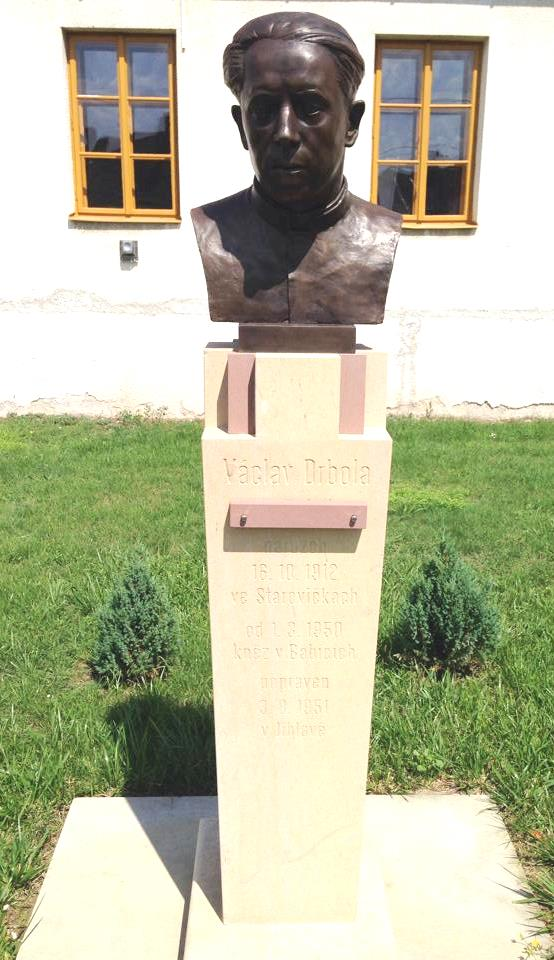
Busta Václava Drboly v Babicích (2014)

V souvislosti s událostmi v Babicích byli zatčeni mnozí další, například cidlinský občan Ludvík Stehlík, farář z Horního Újezda František Pařil, moravskobudějovický děkan Josef Opletal, Jan Podveský a jeho kaplan Josef Valerián. Kněží Podveský a Valerián byli souzeni na základě výpovědi děkana Opletala. Josef Valerián později vzpomínal, jak se s Opletalem setkal záhy po skončení procesu, Opletal si před ním klekl na zem a omlouval se mu s tím, že jej vyšetřovatelé mučením donutili podepsat prázdné protokoly a poté si do nich napsali, zcela co chtěli, a co on vůbec nevypovídal.
Mnoho zatčených bylo zajištěno dávno před babickou vraždou – hajný František Kopuletý, jeho manželka Božena, hajný Antonín Škrdla, Karel Němec a další. Tito lidé s případem v Babicích měli společné jen to, že je Ladislav Malý kontaktoval a oni ho pomáhali ukrýt.
Faráři Pařil, Bula a Drbola (který se po mučení doznal i ke spoluúčasti na případu Babice, přestože v době střelby byl již tři týdny vězněn) dostali trest smrti a byli oběšeni. Popraven byl v roce 1953 i ochrnutý Stanislav Plichta. Mnozí rodinní příslušníci byli nuceně vysídleni na Litoměřicko (státní statky Trnovany a Ploskovice). Tehdejší brněnský biskup Karel Skoupý byl státní mocí donucen pátery Drbolu a Pařila posmrtně suspendovat.
V 15 procesech (většina jich probíhala od července 1951 do května 1952) bylo odsouzeno celkem 107 osob. Bylo uděleno 11 trestů smrti a více než 1375 let odnětí svobody. Popraveni byli:
- P. Jan Bula
- P. Václav Drbola
- František Kopuletý
- Jaroslav Melkus
- Antonín Mityska
- Drahoslav Němec
- P. František Pařil
- Antonín Plichta st.
- Stanislav Plichta
- Gustav Smetana
- Antonín Škrdla

Degradaci páterů Drboly a Pařila v roce 1999 odvolal nový brněnský biskup Vojtěch Cikrle. V roce 1968 byli otcové Podveský a Valerián rehabilitováni. P. Jan Bula a P. Václav Drbola jsou kandidáti na blahořečení.

## Ohlasy
V roce 1956 vydala Mladá fronta propagandistickou verzi události pod názvem Stopy vedou k Mrákotínu; autorem byl Bohumír Polách. V sedmdesátých letech byl podle babického případu natočen 10. díl seriálu Třicet případů majora Zemana s názvem Vrah se skrývá v poli. Stejně jako celý seriál je i tento díl poplatný době vzniku a skutečnost je v něm značně zkreslena. Babicím se věnoval ještě díl Štvanice, který měl zpochybňovat rehabilitace během roku 1968. Rehabilitace se snažil zpochybnit i televizní "dokument", pojmenovaný Vražda na pokyn, natočený v roce 1970 režisérem Miroslavem Hladkým. V tomto snímku šlo o rekonstrukci případu na základě oficiálního komunistického výkladu a o urážení lidí, které babický případ postihl (ve snímku se objevily záběry na texty jejich rehabilitačních žádostí, doplněné znevažujícím komentářem). V roce 1972 byl natočen film Cesty mužů, který sice s babickým případem dějově vůbec nesouvisí (děj filmu je zcela vymyšlen, pojednává o likvidaci "protistátní skupiny" zabraňující kolektivizaci na anonymním venkovském okrese kdesi v Čechách), ale v jedné ze scén jsou použity autentické fotografie, pořízené v babické škole po zastřelení funkcionářů MNV.
V roce 1981 vyšla kniha Oty Holuba Vlčí komando, po roce 1990 pak mnoho knih zachycujících vzpomínky aktérů případu. Začátkem 90. let byl pořízen videozáznam vzpomínek dvou kněží, kteří byli do případu zataženi, Jana Podveského a Josefa Valeriána. Oba se shodli v mínění, že celá akce byla provokací v režii StB (Podveský po zatčení Václava Drboly spravoval ex currendo babickou farnost a mimo jiné pohřbíval zastřeleného Josefa Roupce, Valerián byl tehdy jeho kaplanem), kterou měli být zastrašeni zemědělci vzdorující kolektivizaci a držící se katolické víry. Případ je diskutován i v dokumentárním cyklu ČT 1 s názvem Třicet Návratů.
Případ Babice zpracovává rovněž televizní film Gambit režiséra Jaromíra Polišenského z roku 2000.

## Památka
V roce 1953 byly do budovy školy v Babicích umístěné upomínkové předměty, v roce 1954 byla v jedné ze tříd vybudována pamětní síň a v roce 1981 byla vybudována budova expozice Památník třídních bojů a vítězství. Památník byl uzavřený po roce 1990 a ve druhé polovině 90. let byla sňata i pamětní deska z roku 1951. V obci je také Pomník babické tragédie pracovníkům MNV Tomáši Kuchtíkovi, Bohumíru Netoličkovi a Josefu Roupcovi od sochaře Miloše Axmana, který byl odhalen 21. září 1975, do roku 1997 chráněný jako kulturní památka z politických důvodů. Pomník v obci zůstal i po roce 1990. Původní základní kámen k pomníku z roku 1971 na jiném místě byl odstraněn v roce 2000.
V roce 2016 byla v Lukově otevřena Pamětní síň pátera Jana Buly. Od 90. let začal probíhat beatifikační proces kněží Jana Buly a Václava Drboly. Jeho diecézní fáze byla ukončena v roce 2015 a beatifikační akta byla postoupena do Říma ke konečnému rozhodnutí.
V roce 2021 byla v poutním domě Velehrad v Římě připravena putovní výstava připomínající Jana Bulu a Václava Drbolu.
V roce 2024 by v rámci vyrovnání vztahů mezi městy Třebíč a Jihlava měl být v Jihlavě odhalen památník u Vysoké školy polytechnické.
V roce 2024 vyšla také podrobná publikace historika Františka Koloucha o tzv. případu Babice.